# Уильямсон (Западная Виргиния)
Уильямсон (англ. Williamson) — город в штате Западная Виргиния, США. Он является окружным центром округа Минго. В 2010 году в городе проживал 3191 человек.

## Географическое положение и транспорт
Уильямсон расположен в холмистой местности на северном берегу реки Таг-Форк до слияния в Биг-Сэнди на пересечении дорог US 119 и US 52. Местность города называется иногда «угольной шахтой на миллиард долларов», на территории радиусом в 20 миль находится более 100 шахт. Он находится на границе штата, только Таг-Форк отделяет город от статистически обособленной местности Саут-Уильямсон в Кентукки. Через Уильямсон проходит железная дорога Норфолк-Саутерн. По данным Бюро переписи населения США город имеет общую площадь в 8,44 км².

## История
В 1795 году Ассамблея Виргинии передала территорию в 30 000 акров, на которых затем возник Уильямсон, Джону Грину. В 1835 году его потомки продали западный участок в 4000 акров Энтони Лоусону, который затем перепродал его Бенжамину Уильямсону. Семья Уильямсонов владела землёй до 1891 года, когда была создана горнодобывающая компания Уильямсонов.
Город был инкорпорирован как town в 1894 году. Мэром стал Дж. Б. Уильямсон. В городе было около 12 зданий и менее 100 жителей. Железнодорожная компания Норфолк и Уэстерн решила провести линию через поселение. В 1895 году Уильямсон стал окружным центром нового округа Минго. Рост города начался с развитием угледобывающей промышленности. Он был инкорпорирован как city в 1905 году. В 1960-х годах начался спад промышленности, уменьшение количества рабочих мест в угольной сфере и на железной дороге. В Уильямсоне часто происходят наводнения из Таг-Форка.

## Население
По данным переписи 2010 года население Уильямсона составляло 3191 человек (из них 45,2 % мужчин и 54,8 % женщин), было 1524 домашних хозяйства и 835 семей. Расовый состав: белые — 87,3 %, афроамериканцы — 9,4 %, коренные американцы — 0,2 % и представители двух и более рас — 2,3 %.
Из 1524 домашних хозяйств 36,4 % представляли собой совместно проживающие супружеские пары (10,4 % с детьми младше 18 лет), в 14,3 % домохозяйств женщины проживали без мужей, в 4,1 % домохозяйств мужчины проживали без жён, 45,2 % не имели семьи. В среднем домашнее хозяйство вели 2,04 человека, а средний размер семьи — 2,76 человека.
Население города по возрастному диапазону распределилось следующим образом: 18,6 % — жители младше 18 лет, 2,3 % — между 18 и 21 годами, 57,8 % — от 21 до 65 лет и 21,3 % — в возрасте 65 лет и старше. Средний возраст населения — 47,1 года. На каждые 100 женщин приходилось 82,3 мужчины, при этом на 100 совершеннолетних женщин приходилось уже 77,3 мужчин сопоставимого возраста.
В 2014 году из 2507 трудоспособных жителей старше 16 лет имели работу 1182 человек. При этом мужчины имели медианный доход в 51 229 долларов США в год против 39 551 долларов среднегодового дохода у женщин. В 2014 году медианный доход на семью оценивался в 48 750 $, на домашнее хозяйство — в 36 536 $. Доход на душу населения — 25 235 $. 23,1 % от всего числа семей и 32,4 % от всей численности населения находилось на момент переписи за чертой бедности.
Динамика численности населения:
|  |

## Климат
По классификации климатов Кёппена климат Уильямсона относится к субтропическому муссонному (Cfa). Климат города характеризуется относительно высокими температурами и равномерным распределением осадков в течение года. Летом он находится под влиянием влажного, морского воздуха с океана. Лето обычно является более влажным, чем зима. Средняя температура в году — 12,8 °C, самый тёплый месяц — июль (средняя температура 23,9 °C), самый холодный — январь (средняя температура 1,7 °C). Среднее количество осадков в году 1112,5 мм.
| Показатель                    | Янв. | Фев. | Март | Апр. | Май | Июнь | Июль | Авг. | Сен. | Окт. | Нояб. | Дек. | Год  |
| ----------------------------- | ---- | ---- | ---- | ---- | --- | ---- | ---- | ---- | ---- | ---- | ----- | ---- | ---- |
| Средний суточный максимум, °C | 7    | 9    | 14   | 20   | 26  | 29   | 31   | 30   | 27   | 21   | 14    | 8    | 19   |
| Средняя температура, °C       | 2    | 3    | 8    | 13   | 18  | 22   | 24   | 24   | 21   | 14   | 7     | 3    | 13   |
| Средний суточный минимум, °C  | −3   | −3   | 1    | 5    | 11  | 16   | 18   | 17   | 14   | 7    | 1     | −2   | 6    |
| Норма осадков, мм             | 91   | 85   | 108  | 93   | 100 | 107  | 119  | 101  | 77   | 66   | 76    | 91   | 1114 |
| Источник: Погода и климат     |      |      |      |      |     |      |      |      |      |      |       |      |      |

## Достопримечательности
В городе находится 5 объектов, входящих в Национальный реестр исторических мест США:
- Отель Моунтэнер (англ. Mountaineer Hotel, #97000265) — гостиница в стиле неоклассицизма.
- Дом Элвина Смита (англ. Smith, Elven C., House, #02000899) — дом в стиле неоклассицизма.
- Дом Р. Т. Прайса (англ. Price, R. T., House, #90001989) — дом в стиле Tudor Revival.
- Исторический район города (#06001045) — здания конца XIX — начала XX веков в стиле королевы Анны.
- Старая шахта (англ. Coal House, #80004297).